# 斯图尔特·德拉蒙德
斯图尔特·詹姆斯·德拉蒙德（英語：Stewart James Drummond，1975年12月11日—），已退役英格蘭足球運動員，司職中場，其生涯大部份時間效力莫克姆。

## 職業生涯
德拉蒙德出身在莫克姆，在2004年轉投切斯特城並效力兩年，期間當選為2005/06球季球會最佳球員。2006年5月12日，他自由身轉投施鲁斯伯里镇，並在2006/07球季對曼斯菲尔德城比賽，首次上場取得一進球。這季他共打進15球助球隊打進英格蘭足球乙級聯賽晉級賽決賽，但以3-1輸給布里斯托尔流浪者。
2008年1月，德拉蒙德以£15,000身價重返莫克姆。

## 榮譽
莫克姆
- 英格蘭足球議會聯賽盃冠軍：1997-98
- 蘭開夏郡足總挑戰盃冠軍：1995-96；1998-99 ；2003-04

切斯特城
- 全季最佳球員：2005–06

施鲁斯伯里镇
- 英格蘭足球乙級聯賽晉級賽決賽：2006–07